# Munwango
Munwango är ett periodiskt vattendrag i Burundi.   Det ligger i provinsen Gitega, i den centrala delen av landet, 60 km öster om huvudstaden Bujumbura.
Omgivningarna runt Munwango är huvudsakligen savann. Runt Munwango är det tätbefolkat, med 343 invånare per kvadratkilometer.